# Sulisławice (województwo lubelskie)
Sulisławice – dawna wieś królewska, znajdująca się w północnej części jednej z obecnych dzielnic Lublina - Zemborzyc, obejmująca tereny na lewym brzegu Bystrzycy, w okolicach Starego Gaju i ulicy Janowskiej.
Pierwsza wzmianka o tej miejscowości pochodzi z 1383 roku. W XV wieku wraz z Zemborzycami była wymieniana jako miejscowość dzierżawiona przez Jana Konińskiego. 
Nieopodal tych dwóch miejscowości znajdowały się także osady Chłopie i Rawszyce. Wszystkie one zostały w XVI wieku wcielone do Wrotkowa. Z czasem Zemborzyce i Sulisławice ponownie zostały wyodrębnione z Wrotkowa, tworząc jedną dzielnicę.